# Coupe du Brésil de football 2025
Navigation
Copa do Brasil 2024 Copa do Brasil 2026
La Coupe du Brésil de football 2025 connu sous le nom de « Copa Betano do Brasil » pour des raisons de sponsoring, est la 37e édition de la Coupe du Brésil de football organisé par la Confédération brésilienne de football (CBF), débutant le 19 février 2025 et se terminant le 9 novembre 2025.
Au total, 80 places ont été attribuées aux Championnats des États brésiliens de football et 12 places ont été attribuées aux vainqueurs de la Copa Verde, de la Copa do Nordeste, de la Copa do Brasil et de la Série B ainsi qu'aux clubs qualifiés pour la Copa Libertadores 2025 et les meilleures équipes de Série A non qualifiées. Le vainqueur participera à la Copa Libertadores 2026 et à la Supercopa Rei.

## Répartition des équipes par fédération
Au total, 92 équipes issus des 27 fédérations des états brésiliens participent à la compétition.
Le classement national des fédérations est utilisé pour déterminer le nombre d'équipes participantes pour chaque fédération pour les 80 places qualificative via les championnats des états de l'année précédente :
- Les fédérations 1 à 2 ont six équipes qualifiées
- Les fédérations 3 à 5 ont cinq équipes qualifiées
- Les fédérations 6 à 14 ont trois équipes qualifiées
- Les fédérations 15 à 27 ont deux équipes qualifiées

Douze places directement qualificatives pour les seizièmes de finale de la compétition sont attribuées, selon les critères ci-dessous :
- Vainqueur de la Copa Verde 2024
- Vainqueur de la Copa do Nordeste 2024
- Vainqueur de la Copa do Brasil 2024
- Champion de Série B 2024
- Les équipes participantes à la Copa Libertadores 2025
- Les meilleures équipes de Série A 2025 non qualifiées pour atteindre le nombre de douze.

| Rang | Fédération          | Points | Équipes | Notes                                      | Rang | Fédération         | Points | Équipes | Notes |
| ---- | ------------------- | ------ | ------- | ------------------------------------------ | ---- | ------------------ | ------ | ------- | ----- |
| 1    | São Paulo           | 92 416 | 6       | +3 (Copa Libertadores) +1 (Série B)        | 15   | Maranhão           | 6 641  | 2       |       |
| 2    | Rio de Janeiro      | 57 607 | 6       | +1 (Copa do Brasil) +1 (Copa Libertadores) | 16   | Amazonie           | 6 533  | 2       |       |
| 3    | Rio Grande do Sul   | 41 508 | 5       | +1 (Copa Libertadores)                     | 17   | Paraíba            | 5 638  | 2       |       |
| 4    | Minas Gerais        | 40 481 | 5       | +1 (Série A)                               | 18   | Sergipe            | 4 573  | 2       |       |
| 5    | Paraná              | 32 209 | 5       |                                            | 19   | Piauí              | 4 071  | 2       |       |
| 6    | Ceará               | 26 310 | 3       | +1 (Copa Libertadores)                     | 20   | Distrito Federal   | 3 433  | 2       |       |
| 7    | Goiás               | 25 942 | 3       |                                            | 21   | Espírito Santo     | 2 512  | 2       |       |
| 8    | Santa-Catarina      | 24 393 | 3       |                                            | 22   | Acre               | 2 360  | 2       |       |
| 9    | Bahia               | 22 387 | 3       | +1 (Copa Libertadores)                     | 23   | Tocantins          | 2 224  | 2       |       |
| 10   | Pernambuco          | 12 978 | 3       |                                            | 24   | Roraima            | 1 671  | 2       |       |
| 11   | Alagoas             | 11 382 | 3       | +1 (Copa do Nordeste)                      | 25   | Rondônia           | 1 511  | 2       |       |
| 12   | Mato Grosso         | 10 728 | 3       |                                            | 26   | Mato Grosso do Sul | 1 410  | 2       |       |
| 13   | Pará                | 9 651  | 3       | +1 (Copa Verde)                            | 27   | Amapá              | 1 285  | 2       |       |
| 14   | Rio Grande do Norte | 6 696  | 3       |                                            |      |                    |        |         |       |

## Calendrier
| Première Phase      | Première Phase     | Première Phase     |
| Nom                 | Match Simple       | Match Simple       |
| ------------------- | ------------------ | ------------------ |
| Premier tour        | 19-26 février 2025 | 19-26 février 2025 |
| Deuxième tour       | 5-12 mars 2025     | 5-12 mars 2025     |
| Phase finale        |                    |                    |
| Nom                 | Match Aller        | Match Retour       |
| Troisième tour      | 30 avril 2025      | 21 mai 2025        |
| Huitièmes de finale | 30 juillet 2025    | 6 aout 2025        |
| Quarts de finale    | 27 aout 2025       | 11 septembre 2025  |
| Demi-finales        | 5 octobre 2025     | 19 octobre 2025    |
| Finale              | 2 novembre 2025    | 9 novembre 2025    |

## Participants
| São Paulo                             | São Paulo         | Rio de Janeiro                         | Rio de Janeiro |
| ------------------------------------- | ----------------- | -------------------------------------- | -------------- |
| Participe à la Copa Libertadores 2025 | SE Palmeiras      | Vainqueur de la Copa Libertadores 2024 | Botafogo FR    |
| Participe à la Copa Libertadores 2025 | São Paulo FC      | Vainqueur de la Copa do Brasil 2024    | CR Flamengo    |
| Participe à la Copa Libertadores 2025 | SC Corinthians    |                                        |                |
| Champion de Série B 2024              | Santos FC         |                                        |                |
| Rio Grande do Sul                     | Rio Grande do Sul | Minas Gerais                           | Minas Gerais   |
| Participe à la Copa Libertadores 2025 | SC Internacional  | 9e de Série A 2024                     | Cruzeiro EC    |
| Ceará                                 | Ceará             | Bahia                                  | Bahia          |
| Participe à la Copa Libertadores 2025 | Fortaleza EC      | Participe à la Copa Libertadores 2025  | EC Bahia       |
| Alagoas                               | Alagoas           | Pará                                   | Pará           |
| Vainqueur de la Copa do Nordeste 2024 | CR Brasil         | Vainqueur de la Copa Verde 2024        | Paysandu SC    |

| São Paulo                                                         | São Paulo               | Rio de Janeiro                                | Rio de Janeiro          |
| ----------------------------------------------------------------- | ----------------------- | --------------------------------------------- | ----------------------- |
| 3e du Championnat de São Paulo 2024                               | RB Bragantino           | 2e du Championnat de Rio de Janeiro 2024      | Nova Iguaçu FC          |
| 4e du Championnat de São Paulo 2024                               | Grêmio Novorizontino    | 3e du Championnat de Rio de Janeiro 2024      | CR Vasco da Gama        |
| 6e du Championnat de São Paulo 2024                               | AAI Limeira             | 4e du Championnat de Rio de Janeiro 2024      | Fluminense FC           |
| 7e du Championnat de São Paulo 2024                               | AA Ponte Preta          | 6e du Championnat de Rio de Janeiro 2024      | Boavista SC             |
| 8e du Championnat de São Paulo 2024                               | Portuguesa de Desportos | 7e du Championnat de Rio de Janeiro 2024      | AA Portuguesa           |
| Finaliste de la Coupe de São Paulo 2024                           | CA Votuporanguense      | Finaliste de la Coupe de Rio de Janeiro 2024  | Olaria AC               |
| Rio Grande do Sul                                                 | Rio Grande do Sul       | Minas Gerais                                  | Minas Gerais            |
| Champion du Rio Grande do Sul 2024                                | Grêmio Porto Alegrense  | Champion du Minas Gerais 2024                 | CA Mineiro              |
| 2e du Championnat du Rio Grande do Sul 2024                       | EC Juventude            | 3e du Championnat du Minas Gerais 2024        | América FC              |
| 4e du Championnat du Rio Grande do Sul 2024                       | SER Caxias do Sul       | 4e du Championnat du Minas Gerais 2024        | Tombense FC             |
| 5e du Championnat du Rio Grande do Sul 2024                       | Guarany FC              | 5e du Championnat du Minas Gerais 2024        | Athletic Club           |
| Vainqueur de la Coupe FGF 2024                                    | EC São José             | 6e du Championnat du Minas Gerais 2024        | Pouso Alegre FC         |
| Paraná                                                            | Paraná                  | Ceará                                         | Ceará                   |
| Champion du Paraná 2024                                           | CA Paranaense           | Champion du Ceará 2024                        | Ceará SC                |
| 2e du Championnat du Paraná 2024                                  | Maringá FC              | 3e du Championnat du Ceará 2024               | Maracanã EC             |
| 3e du Championnat du Paraná 2024                                  | Coritiba FC             | Vainqueur de la Coupe Fares Lopes 2024        | Ferroviário AC          |
| 4e du Championnat du Paraná 2024                                  | Operário Ferroviário EC |                                               |                         |
| 5e du Championnat du Paraná 2024                                  | FC Cascavel             |                                               |                         |
| Goiás                                                             | Goiás                   | Santa-Catarina                                | Santa-Catarina          |
| Champion du Goiás 2024                                            | AC Goianiense           | Champion de Santa Catarina 2024               | Criciúma EC             |
| 2e du Championnat du Goiás 2024                                   | Vila Nova FC            | 2e du Championnat de Santa Catarina 2024      | Brusque FC              |
| 3e du Championnat du Goiás 2024                                   | AA Aparecidense         | Vainqueur de la Coupe de Santa Catarina 2024  | Concórdia AC            |
| Bahia                                                             | Bahia                   | Pernambuco                                    | Pernambuco              |
| Champion de Bahia 2024                                            | EC Vitória              | Champion de Pernambuco 2024                   | SC Recife               |
| 2e du Championnat de Bahia 2024                                   | Barcelona FC            | 3e du Championnat de Pernambuco 2024          | CN Capibaribe           |
| 3e du Championnat de Bahia 2024                                   | AD Jequié               | 4e du Championnat de Pernambuco 2024          | Retrô FCB               |
| Alagoas                                                           | Alagoas                 | Mato Grosso                                   | Mato Grosso             |
| 2e du Championnat de l'Alagoas 2024                               | AS Arapiraquense        | Champion du Mato Grosso 2024                  | Cuiabá EC               |
| 3e du Championnat de l'Alagoas 2024                               | CS Esportiva            | 2e du Championnat du Mato Grosso 2024         | União EC                |
| Vainqueur du barrage de l'Alagoas 2024                            | CS Alagoano             | Vainqueur de la Coupe du Mato Grosso 2024     | CEO Várzea-Grandense    |
| Pará                                                              | Pará                    | Rio Grande do Norte                           | Rio Grande do Norte     |
| 2e du Championnat du Pará 2024                                    | Clube do Remo           | Champion du Rio Grande do Norte 2024          | América FC              |
| Vainqueur de la Coupe du Pará 2024 3e du Championnat du Pará 2024 | Tuna Luso               | 2e du Championnat du Rio Grande do Norte 2024 | Santa Cruz FC           |
| Finaliste de la Coupe du Pará 2024 4e du Championnat du Pará 2024 | Águia de Marabá         | 3e du Championnat du Rio Grande do Norte 2024 | ABC FC                  |
| Maranhão                                                          | Maranhão                | Amazonie                                      | Amazonie                |
| Champion du Maranhão 2024                                         | Sampaio Corrêa FC       | Champion d'Amazonie 2024                      | Manaus FC               |
| 2e du Championnat du Maranhão 2024                                | Maranhão AC             | 2e du Championnat d'Amazonie 2024             | Amazonas FC             |
| Paraíba                                                           | Paraíba                 | Sergipe                                       | Sergipe                 |
| Champion de Paraíba 2024                                          | Sousa EC                | Champion du Sergipe 2024                      | AD Confiança            |
| 2e du Championnat de Paraíba 2024                                 | Botafogo FC             | 2e du Championnat du Sergipe 2024             | CS Sergipe              |
| Piauí                                                             | Piauí                   | Distrito Federal                              | Distrito Federal        |
| Champion du Piauí 2024                                            | Atlética de Altos       | Champion du Distrito Federal 2024             | Ceilândia EC            |
| 2e du Championnat du Piauí 2024                                   | Parnahyba SC            | 2e du Championnat Distrito Federal 2024       | Capital CF              |
| Espírito Santo                                                    | Espírito Santo          | Acre                                          | Acre                    |
| Champion de l'Espírito Santo 2024                                 | Rio Branco AC           | Champion de l'Acre 2024                       | Independência FC        |
| 2e du Championnat de l'Espírito Santo 2024                        | Rio Branco FC           | 2e du Championnat de l'Acre 2024              | SC Humaitá              |
| Tocantins                                                         | Tocantins               | Roraima                                       | Roraima                 |
| Champion du Tocantins 2024                                        | União AC                | Champion du Roraima 2024                      | Grêmio Atlético Sampaio |
| 2e du Championnat du Tocantins 2024                               | Tocantinópolis EC       | 2e du Championnat du Roraima 2024             | São Raimundo EC         |
| Rondônia                                                          | Rondônia                | Mato Grosso do Sul                            | Mato Grosso do Sul      |
| Champion du Rondônia 2024                                         | Porto Velho EC          | Champion du Mato Grosso do Sul 2024           | Operário FC             |
| 2e du Championnat du Rondônia 2024                                | Barcelona FC            | 2e du Championnat du Mato Grosso do Sul 2024  | Dourados AC             |
| Amapá                                                             |                         |                                               |                         |
| Champion de l'Amapá 2024                                          | Trem DC                 |                                               |                         |
| 2e du Championnat de l'Amapá 2024                                 | Oratório RC             |                                               |                         |

## Première phase

### Tirage au sort
Les 80 clubs qualifié pour la compétition sont répartis dans huit chapeaux (A à H) de dix clubs chacun, selon leur classement fédéral. Le tirage au sort se fera entre deux chapeaux selon les éléments suivants : A et E, B et F, C et G et D et H,.
| Chapeau A | Chapeau B | Chapeau C | Chapeau D |
| --- | --- | --- | --- |
| - CA Mineiro (5) - CA Paranaense (6) - Fluminense FC (7) - Grêmio Porto Alegrense (10) - América FC (13) - RB Bragantino (14) - CR Vasco da Gama (15) - AC Goianiense (17) - EC Juventude (18) - Cuiabá EC (20)  | - Ceará SC (22) - EC Vitória (23) - Coritiba FC (24) - SC Recife (25) - Criciúma EC (26) - Vila Nova FC (29) - Operário Ferroviário EC (31) - AA Ponte Preta (33) - Brusque FC (35) - Sampaio Corrêa FC (36) | - Grêmio Novorizontino (39) - Tombense FC (40) - CS Alagoano (42) - ABC FC (43) - Clube do Remo (44) - CN Capibaribe (46) - Amazonas FC (49) - AD Confiança (50) - Ferroviário AC (51) - Botafogo FC (53)                             | - América FC (55) - Manaus FC (56) - EC São José (57) - AA Aparecidense (59) - Atlética de Altos (62) - Retrô FCB (63) - SER Caxias do Sul (64) - Athletic Club (66) - Nova Iguaçu FC (67) - AA Portuguesa (68) |
| Chapeau E | Chapeau F | Chapeau G | Chapeau H |
| - Sousa EC (69) - Águia de Marabá (70) - Tocantinópolis EC (71) - São Raimundo EC (72) - Maringá FC (73) - FC Cascavel (76) - Pouso Alegre FC (77) - AS Arapiraquense (79) - União EC (82) - Porto Velho EC (87) | - CS Sergipe (88) - SC Humaitá (89) - Trem DC (89) - Ceilândia EC (94) - AAI Limeira (96) - Maranhão AC (103) - CEO Várzea-Grandense (105) - Tuna Luso (106) - Operário FC (114) - Concórdia AC (125)        | - CS Esportiva (132) - Boavista SC (142) - Parnahyba SC (144) - Maracanã EC (153) - Santa Cruz FC (153) - Grêmio Atlético Sampaio (176) - Rio Branco AC (186) - Rio Branco FC (202) - Olaria AC (208) - Portuguesa de Desportos (213) | - CA Votuporanguense (Nc) - Guarany FC (Nc) - AD Jequié (Nc) - Barcelona FC (Nc) - Capital CF (Nc) - Independência FC (Nc) - União AC (Nc) - Dourados AC (Nc) - Barcelona FC (Nc) - Oratório RC (Nc)            |

### Premier Tour
| Équipe                  | Score                | Équipe                  |
| ----------------------- | -------------------- | ----------------------- |
| AS Arapiraquense        | 1 - 1 (Tab : (5 - 6) | AC Goianiense           |
| AD Jequié               | 1 - 2                | Retrô FCB               |
| Tuna Luso               | 1 - 0                | Sampaio Corrêa FC       |
| Boavista SC             | 0 - 2                | CS Alagoano             |
| União EC                | 0 - 3                | CR Vasco da Gama        |
| Barcelona FC            | 1 - 4                | Nova Iguaçu FC          |
| SC Humaitá              | 0 - 0 (Tab : (1 - 3) | Operário Ferroviário EC |
| CS Esportiva            | 1 - 3                | Tombense FC             |
| Pouso Alegre FC         | 0 - 2                | CA Paranaense           |
| Guarany FC              | 2 - 1                | Atlética de Altos       |
| Ceilândia EC            | 2 - 2 (Tab : (4 - 2) | Coritiba FC             |
| Maracanã EC             | 1 - 1 (Tab : (5 - 4) | Ferroviário AC          |
| Porto Velho EC          | 0 - 0 (Tab : (4 - 3) | Cuiabá EC               |
| Capital CF              | 0 - 0 (Tab : (5 - 3) | AA Portuguesa           |
| CS Sergipe              | 0 - 2                | Ceará SC                |
| Parnahyba SC            | 0 - 5                | AD Confiança            |
| Maringá FC              | 1 - 0                | EC Juventude            |
| União AC                | 4 - 2                | América FC              |
| Concórdia AC            | 2 - 1                | AA Ponte Preta          |
| Portuguesa de Desportos | 1 - 1 (Tab : (3 - 4) | Botafogo FC             |
| São Raimundo EC         | 1 - 1 (Tab : (1 - 4) | Grêmio Porto Alegrense  |
| Barcelona FC            | 1 - 2                | Athletic Club           |
| Maranhão AC             | 0 - 1                | EC Vitória              |
| Santa Cruz FC           | 0 - 4                | CN Capibaribe           |
| Sousa EC                | 1 - 1 (Tab : (4 - 5) | RB Bragantino           |
| Oratório RC             | 1 - 3                | EC São José             |
| Operário FC             | 0 - 1                | Criciúma EC             |
| Grêmio Atlético Sampaio | 0 - 4                | Clube do Remo           |
| FC Cascavel             | 1 - 0                | América FC              |
| CA Votuporanguense      | 2 - 2 (Tab : (4 - 5) | AA Aparecidense         |
| AAI Limeira             | 0 - 0 (Tab : (6 - 7) | Vila Nova FC            |
| Rio Branco FC           | 0 - 0 (Tab : (5 - 3) | Amazonas FC             |
| Tocantinópolis EC       | 0 - 2                | CA Mineiro              |
| Independência FC        | 1 - 1 (Tab : (2 - 4) | Manaus FC               |
| Trem DC                 | 0 - 2                | Brusque FC              |
| Olaria AC               | 1 - 0                | ABC FC                  |
| Águia de Marabá         | 0 - 8                | Fluminense FC           |
| Dourados AC             | 0 - 2                | SER Caxias do Sul       |
| CEO Várzea-Grandense    | 0 - 0 (Tab : (4 - 2) | SC Recife               |
| Rio Branco AC           | 1 - 3                | Grêmio Novorizontino    |

### Deuxième Tour
| Équipe                  | Score                | Équipe                 |
| ----------------------- | -------------------- | ---------------------- |
| AC Goianiense           | 1 - 1 (Tab : (1 - 4) | Retrô FCB              |
| CS Alagoano             | 5 - 0                | Tuna Luso              |
| Nova Iguaçu FC          | 0 - 3                | CR Vasco da Gama       |
| Operário Ferroviário EC | 1 - 0                | Tombense FC            |
| CA Paranaense           | 3 - 1                | Guarany FC             |
| Maracanã EC             | 0 - 0 (Tab : (4 - 3) | Ceilândia EC           |
| Capital CF              | 3 - 1                | Porto Velho EC         |
| Ceará SC                | 2 - 2 (Tab : (3 - 0) | AD Confiança           |
| Maringá FC              | 4 - 2                | União AC               |
| Botafogo FC             | 4 - 0                | Concórdia AC           |
| Athletic Club           | 3 - 3 (Tab : (7 - 8) | Grêmio Porto Alegrense |
| EC Vitória              | 0 - 2                | CN Capibaribe          |
| RB Bragantino           | 1 - 1 (Tab : (4 - 2) | EC São José            |
| Clube do Remo           | 1 - 2                | Criciúma EC            |
| AA Aparecidense         | 1 - 0                | FC Cascavel            |
| Vila Nova FC            | 6 - 0                | Rio Branco FC          |
| CA Mineiro              | 4 - 1                | Manaus FC              |
| Olaria AC               | 1 - 2                | Brusque FC             |
| SER Caxias do Sul       | 1 - 2                | Fluminense FC          |
| CEO Várzea-Grandense    | 0 - 1                | Grêmio Novorizontino   |

## Deuxième phase

### Tirage au sort
Les 20 clubs issus de la première phase rejoignent les 12 clubs qualifié d'office pour ce tour. Les 32 équipes sont répartis en deux chapeaux (1 et 2) de seize clubs chacun, selon leur classement fédéral.
| Chapeau 1 | Chapeau 2 |
| --- | --- |
| - CR Flamengo (1) - São Paulo FC (2) - SE Palmeiras (3) - SC Corinthians (4) - CA Mineiro (5) - CA Paranaense (6) - Fluminense FC (7) - Botafogo FR (8) - Fortaleza EC (9) - Grêmio Porto Alegrense (10) - EC Bahia (11) - SC Internacional (12) - RB Bragantino (14) - CR Vasco da Gama (15) - Santos FC (16) - Cruzeiro EC (19) | - Ceará SC (22) - Criciúma EC (26) - Clube de Regatas (27) - Vila Nova FC (29) - Operário Ferroviário EC (31) - Brusque FC (35) - Grêmio Novorizontino (39) - Paysandu SC (41) - CS Alagoano (42) - CN Capibaribe (46) - Botafogo FC (53) - AA Aparecidense (59) - Retrô FCB (63) - Maringá FC (73) - Maracanã EC (153) - Capital CF (Non classé) |

### Troisième Tour
| Équipe                  | Aller | Total                | Retour | Équipe                 |
| ----------------------- | ----- | -------------------- | ------ | ---------------------- |
| Operário Ferroviário EC | 1 - 1 | 2 - 2 (Tab : (6 - 7) | 1 - 1  | CR Vasco da Gama       |
| Fluminense FC           | 1 - 0 | 5 - 1                | 4 - 1  | AA Aparecidense        |
| Paysandu SC             | 0 - 1 | 0 - 5                | 0 - 4  | EC Bahia               |
| Botafogo FR             | 4 - 0 | 4 - 1                | 0 - 1  | Capital CF             |
| SC Internacional        | 1 - 0 | 4 - 0                | 3 - 0  | Maracanã EC            |
| Retrô FCB               | 1 - 1 | 2 - 2 (Tab : (4 - 1) | 1 - 1  | Fortaleza EC           |
| Brusque FC              | 0 - 0 | 0 - 1                | 0 - 1  | CA Paranaense          |
| Ceará SC                | 0 - 1 | 0 - 4                | 0 - 3  | SE Palmeiras           |
| Maringá FC              | 2 - 2 | 2 - 6                | 0 - 4  | CA Mineiro             |
| Botafogo FC             | 0 - 1 | 2 - 5                | 2 - 4  | CR Flamengo            |
| São Paulo FC            | 2 - 1 | 4 - 2                | 2 - 1  | CN Capibaribe          |
| Cruzeiro EC             | 2 - 0 | 5 - 0                | 3 - 0  | Vila Nova FC           |
| Santos FC               | 1 - 1 | 1 - 1 (Tab : (4 - 5) | 0 - 0  | Clube de Regatas       |
| Grêmio Novorizontino    | 0 - 1 | 0 - 2                | 0 - 1  | SC Corinthians         |
| Criciúma EC             | 1 - 0 | 1 - 6                | 0 - 6  | RB Bragantino          |
| CS Alagoano             | 3 - 2 | 3 - 2                | 0 - 0  | Grêmio Porto Alegrense |

### Huitièmes de finale
A partir de ce tour, le tirage au sort est réalisé sans chapeau. Le tirage a lieu le 2 juin 2025.
| Équipe           | Aller | Total             | Retour | Équipe           |
| ---------------- | ----- | ----------------- | ------ | ---------------- |
| São Paulo FC     | 2 - 1 | 2 - 2 Tab : 0 - 3 | 0 - 1  | CA Paranaense    |
| CR Flamengo      | 0 - 1 | 1 - 1 Tab : 3 - 4 | 1 - 0  | CA Mineiro       |
| EC Bahia         | 3 - 2 | 3 - 2             | 0 - 0  | Retrô FCB        |
| SC Internacional | 1 - 2 | 2 - 3             | 1 - 1  | Fluminense FC    |
| Cruzeiro EC      | 0 - 0 | 2 - 0             | 2 - 0  | Clube de Regatas |
| CS Alagoano      | 0 - 0 | 1 - 3             | 1 - 3  | CR Vasco da Gama |
| SC Corinthians   | 1 - 0 | 3 - 0             | 2 - 0  | SE Palmeiras     |
| Botafogo FR      | 2 - 0 | 3 - 0             | 1 - 0  | RB Bragantino    |

### Quarts de finale
Le tirage au sort a lieu le 12 août 2025.
| Équipe           | Aller | Total | Retour | Équipe         |
| ---------------- | ----- | ----- | ------ | -------------- |
| CA Mineiro       | -     | -     | -      | Cruzeiro EC    |
| CA Paranaense    | -     | -     | -      | SC Corinthians |
| CR Vasco da Gama | -     | -     | -      | Botafogo FR    |
| EC Bahia         | -     | -     | -      | Fluminense FC  |

### Demi-finales
| Équipe | Aller | Total | Retour | Équipe |
| ------ | ----- | ----- | ------ | ------ |
|        | -     | -     | -      |        |
|        | -     | -     | -      |        |

### Finale
| Équipe | Aller | Total | Retour | Équipe |
| ------ | ----- | ----- | ------ | ------ |
|        | -     | -     | -      |        |